# Persone di nome Matthew
| Questa pagina contiene informazioni ricavate automaticamente dalle voci biografiche con l'ausilio del template Bio e di un bot. L'aggiornamento è periodico e automatico e ricostruisce completamente la pagina. Se manca una persona in questa lista, sei pregato di non aggiungerla, ma accertati piuttosto che la sua voce biografica contenga il template Bio e che i dati anagrafici siano correttamente compilati. Se il template Bio manca, inseriscilo tu stesso o, in alternativa, metti l'avviso {{tmp\|Bio}} che ne segnala la mancanza. Se i dati riportati sono sbagliati, correggi direttamente la voce biografica; le modifiche saranno visibili in questa lista entro pochi giorni. Per chiarimenti vedi il progetto antroponimi. La lista contiene solo le 613 persone che sono citate nell'enciclopedia e per le quali è stato implementato correttamente il template Bio. Pagina aggiornata al 22 lug 2025. |

Questa è una lista di persone presenti nell'enciclopedia che hanno il nome Matthew, suddivise per attività principale.

## Allenatori di calcio(8)
- Matthew Amoah, allenatore di calcio e ex calciatore ghanese (Accra, n. 1980)
- Matthew Bates, allenatore di calcio e ex calciatore inglese (Stockton-on-Tees, n. 1986)
- Matt Elliott, allenatore di calcio e ex calciatore scozzese (Wandsworth, n. 1968)
- Matthew Etherington, allenatore di calcio e ex calciatore inglese (Truro, n. 1981)
- Matthew Gilks, allenatore di calcio e ex calciatore inglese (Rochdale, n. 1982)
- Matt Gillies, allenatore di calcio e calciatore scozzese (Loganlea, n. 1921 - Nottingham, † 1998)
- Jimmy Hill, allenatore di calcio e ex calciatore nordirlandese (Carrickfergus, n. 1935)
- Matthew Sadler, allenatore di calcio e ex calciatore inglese (Birmingham, n. 1985)

## Allenatori di football americano(2)
- Matt LaFleur, allenatore di football americano statunitense (Mount Pleasant, n. 1979)
- Matt Rhule, allenatore di football americano statunitense (New York, n. 1975)

## Allenatori di hockey su ghiaccio(1)
- Matt Zaba, allenatore di hockey su ghiaccio e ex hockeista su ghiaccio canadese (Yorkton, n. 1983)

## Allenatori di pallacanestro(4)
- Matt Brase, allenatore di pallacanestro statunitense (Tucson, n. 1982)
- Matt Nielsen, allenatore di pallacanestro e ex cestista australiano (Sydney, n. 1978)
- Matt Nover, allenatore di pallacanestro e ex cestista statunitense (Chesterton, n. 1970)
- Matthew Otten, allenatore di pallacanestro e ex cestista statunitense (Las Vegas, n. 1981)

## Altisti(1)
- Matt Hemingway, ex altista statunitense (Los Angeles, n. 1972)

## Ammiragli(1)
- Matthew Perry, ammiraglio statunitense (Newport, n. 1794 - New York, † 1858)

## Arbitri di calcio(2)
- Matthew Breeze, ex arbitro di calcio australiano (Carlton, n. 1972)
- Matthew Conger, arbitro di calcio neozelandese (Plano, n. 1978)

## Arbitri di pallacanestro(1)
- Pat Kennedy, arbitro di pallacanestro statunitense (Hoboken, n. 1908 - Mineola, † 1957)

## Arbitri di rugby a 15(1)
- Matthew Carley, arbitro di rugby a 15 inglese (Deal, n. 1984)

## Arcivescovi anglicani(2)
- Matthew Hutton, arcivescovo anglicano inglese (Marske, n. 1693 - Westminster, † 1758)
- Matthew Parker, arcivescovo anglicano e teologo inglese (Norwich, n. 1504 - Lambeth, † 1575)

## Arcivescovi cattolici(2)
- Matthew Ishaya Audu, arcivescovo cattolico nigeriano (Rafin-Pa, n. 1959)
- Matthew Man-Oso Ndagoso, arcivescovo cattolico nigeriano (Lot, n. 1960)

## Artisti(3)
- Matthew Buckingham, artista statunitense (Nevada, n. 1963)
- Matt Busch, artista e illustratore statunitense (Lebanon, n. 1972)
- Matthew McCaslin, artista statunitense (Bay Shore, n. 1957)

## Artisti marziali misti(6)
- Matt Brown, artista marziale misto statunitense (Jamestown, n. 1981)
- Matt Hamill, artista marziale misto e lottatore statunitense (Loveland, n. 1976)
- Matt Hughes, artista marziale misto statunitense (Hillsboro, n. 1973)
- Matt Lindland, artista marziale misto e lottatore statunitense (Oregon City, n. 1970)
- Matt Mitrione, artista marziale misto e ex giocatore di football americano statunitense (Springfield, n. 1978)
- Matt Serra, artista marziale misto statunitense (East Meadow, n. 1974)

## Astrofisici(1)
- Matthew Holman, astrofisico statunitense (n. 1967)

## Astronauti(1)
- Matthew Dominick, astronauta statunitense (Wheat Ridge, n. 1981)

## Astronomi(2)
- Matthew Collier, astronomo statunitense
- Matthew Dawson, astronomo britannico (n. 1958)

## Attori pornografici(1)
- Matthew Rush, attore pornografico statunitense (Huntingdon, n. 1973)

## Attori teatrali(1)
- Matthew Tennyson, attore teatrale britannico (Londra, n. 1988)

## Autori di videogiochi(1)
- Matthew Smith, autore di videogiochi britannico (Londra, n. 1966)

## Aviatori(1)
- Matthew Frew, aviatore britannico (Glasgow, n. 1895 - Pretoria, † 1974)

## Avvocati(1)
- Matthew Hopkins, avvocato inglese (Wenham Magna, n. 1620 - Manningtree, † 1647)

## Bassisti(1)
- Matt Wachter, bassista e tastierista statunitense (Pottsville, n. 1976)

## Batteristi(5)
- Matthew Brann, batterista canadese (Greater Napanee, n. 1983)
- Matt Cameron, batterista statunitense (San Diego, n. 1962)
- Matt Helders, batterista e disc jockey britannico (Sheffield, n. 1986)
- Matt McDonough, batterista statunitense (Peoria, n. 1969)
- Matt Sorum, batterista statunitense (Venice Beach, n. 1960)

## Canoisti(1)
- Matthew Lister, ex canoista e modello britannico (Preston, n. 1992)

## Canottieri(8)
- Matthew Aldridge, canottiere britannico (n. 1996)
- Matthew Brittain, canottiere sudafricano (Johannesburg, n. 1987)
- Matthew Gotrel, canottiere britannico (Chipping Campden, n. 1989)
- Matthew Langridge, canottiere britannico (Crewe, n. 1983)
- Matt MacDonald, canottiere neozelandese (Wellington, n. 1999)
- Matthew Pinsent, ex canottiere britannico (Holt, n. 1970)
- Matthew Rossiter, canottiere britannico (n. 1989)
- Matthew Wells, canottiere britannico (Bradford, n. 1979)

## Cantanti(15)
- Matt Barlow, cantante statunitense (Biloxi, n. 1970)
- Matt Corby, cantante australiano (Oyster Bay, n. 1990)
- Matt Doyle, cantante e attore statunitense (Larkspur, n. 1987)
- Matt Goss, cantante britannico (Londra, n. 1968)
- Matt Jardine, cantante e musicista statunitense (Big Sur, n. 1966)
- Matisyahu, cantante, rapper e attore statunitense (West Chester, n. 1979)
- Blackbear, cantante, compositore e produttore discografico statunitense (Daytona Beach, n. 1990)
- Matthew Nelson, cantante statunitense (Santa Monica, n. 1967)
- Matt Pike, cantante e chitarrista statunitense (Southfield, n. 1972)
- M. Shadows, cantante statunitense (Fountain Valley, n. 1981)
- Uncle Kracker, cantante e musicista statunitense (Mount Clemens, n. 1974)
- Matt Skiba, cantante e chitarrista statunitense (Chicago, n. 1976)
- Matthew Tuck, cantante e chitarrista britannico (Bridgend, n. 1980)
- Matthew West, cantante statunitense (Downers Grove, n. 1977)
- Matthew Wilder, cantante, compositore e produttore discografico statunitense (New York, n. 1953)

## Cantautori(9)
- Matthew Bellamy, cantautore, polistrumentista e compositore britannico (Cambridge, n. 1978)
- Matt Berninger, cantautore statunitense (Cincinnati, n. 1971)
- Matt Costa, cantautore statunitense (Huntington Beach, n. 1982)
- Charley Crockett, cantautore statunitense (San Benito, n. 1984)
- Matthew Good, cantautore e musicista canadese (Burnaby, n. 1971)
- Matt Heafy, cantautore, chitarrista e produttore discografico statunitense (Iwakuni, n. 1986)
- Matt Nathanson, cantautore statunitense (n. 1973)
- Matthew Santos, cantautore statunitense (Minneapolis, n. 1982)
- M. Ward, cantautore e produttore discografico statunitense (Glendale, n. 1973)

## Cavalieri(1)
- Matthew Ryan, cavaliere australiano (n. 1964)

## Chitarristi(3)
- Matt Hoopes, chitarrista statunitense (Canton, n. 1981)
- Matt Mondanile, chitarrista statunitense (Ridgewood, n. 1985)
- Matt Murphy, chitarrista statunitense (Sunflower, n. 1929 - Miami, † 2018)

## Ciclisti su strada(11)
- Matthew Bostock, ciclista su strada e pistard britannico (Douglas, n. 1997)
- Matthew Brammeier, ex ciclista su strada e pistard britannico (Liverpool, n. 1985)
- Matthew Brennan, ciclista su strada e pistard britannico (Darlington, n. 2005)
- Matthew Busche, ex ciclista su strada statunitense (Wauwatosa, n. 1985)
- Matthew Dinham, ciclista su strada australiano (Sydney, n. 2000)
- Matthew Gibson, ex ciclista su strada e pistard britannico (Lymm, n. 1996)
- Matthew Goss, ex ciclista su strada e pistard australiano (Launceston, n. 1986)
- Matthew Holmes, ex ciclista su strada britannico (Wigan, n. 1993)
- Matthew Lloyd, ex ciclista su strada australiano (Melbourne, n. 1983)
- Matthew Riccitello, ciclista su strada statunitense (Tucson, n. 2002)
- Matthew Teggart, ex ciclista su strada irlandese (Banbridge, n. 1996)

## Comici(1)
- Matt Rife, comico e attore statunitense (Columbus, n. 1995)

## Compositori(2)
- Matthew Aucoin, compositore, direttore d'orchestra e pianista statunitense (Boston, n. 1990)
- Matthew Sklar, compositore, tastierista e direttore d'orchestra statunitense (Westfield, n. 1973)

## Coreografi(1)
- Matthew Bourne, coreografo e ex ballerino britannico (Hackney, n. 1960)

## Criminali(1)
- Matthew David Graham, criminale australiano (Melbourne, n. 1993)

## Danzatori(2)
- Matthew Ball, danzatore inglese (Liverpool, n. 1993)
- Matthew Golding, ballerino canadese (n. 1985)

## Designer(1)
- Matt Harding, designer statunitense (n. 1976)

## Direttori della fotografia(1)
- Matthew Libatique, direttore della fotografia statunitense (New York, n. 1968)

## Dirigenti sportivi(3)
- Matt Gatens, dirigente sportivo, allenatore di pallacanestro e ex cestista statunitense (Iowa City, n. 1989)
- Matthew White, dirigente sportivo, ex ciclista su strada e pistard australiano (Sydney, n. 1974)
- Matthew Wilson, dirigente sportivo e ex ciclista su strada australiano (Melbourne, n. 1977)

## Disc jockey(1)
- Matthew Dear, disc jockey e produttore discografico statunitense (Kingsville, n. 1979)

## Discoboli(1)
- Matthew Denny, discobolo e martellista australiano (Toowoomba, n. 1996)

## Disegnatori(1)
- Matthew Carter, disegnatore inglese (Londra, n. 1937)

## Divulgatori scientifici(1)
- Matthew Ridley, V visconte Ridley, divulgatore scientifico, giornalista e saggista britannico (Northumberland, n. 1958)

## Doppiatori(3)
- Matt Hill, doppiatore canadese (n. 1968)
- Matthew Mercer, doppiatore e personaggio televisivo statunitense (Palm Beach Gardens, n. 1982)
- Matthew Yang King, doppiatore e attore statunitense (New York, n. 1974)

## Drammaturghi(1)
- Matthew Lopez, drammaturgo, sceneggiatore e regista statunitense (Panama City, n. 1977)

## Esploratori(3)
- Matthew Flinders, esploratore, navigatore e cartografo britannico (Donington, n. 1774 - Londra, † 1814)
- Matthew Henson, esploratore statunitense (Nanjemoy, n. 1866 - New York, † 1955)
- Matthew Scrivener, esploratore e avvocato inglese († 1609)

## Filosofi(1)
- Matthew Tindal, filosofo inglese (Beer Ferrers, n. 1656 - Oxford, † 1733)

## Fotografi(1)
- Matthew Rolston, fotografo statunitense (Los Angeles, n. 1955)

## Fotoreporter(1)
- Matthew Lewis, fotoreporter statunitense (McDonald, n. 1930 - Thomasville, † 2024)

## Fumettisti(1)
- Matt Groening, fumettista, disegnatore e produttore televisivo statunitense (Portland, n. 1954)

## Generali(1)
- Matthew Ridgway, generale statunitense (Fort Monroe, n. 1895 - Fox Chapel, † 1993)

## Genetisti(1)
- Matthew Meselson, genetista statunitense (Denver, n. 1930)

## Giocatori di baseball(16)
- Matt Adams, ex giocatore di baseball statunitense (Philipsburg, n. 1988)
- Matt Barnes, giocatore di baseball statunitense (Danbury, n. 1990)
- Matt Bowman, giocatore di baseball statunitense (Chevy Chasea, n. 1991)
- Matthew Brown, ex giocatore di baseball statunitense (Bellevue, n. 1982)
- Matt Cain, ex giocatore di baseball statunitense (Dothan, n. 1984)
- Matt Carpenter, giocatore di baseball statunitense (Galveston, n. 1985)
- Matt Clark, giocatore di baseball statunitense (West Covina, n. 1986)
- Matt Harvey, ex giocatore di baseball statunitense (New London, n. 1989)
- Matt Holliday, giocatore di baseball statunitense (Stillwater, n. 1980)
- Matt Joyce, giocatore di baseball statunitense (Tampa, n. 1984)
- Matt Kemp, giocatore di baseball statunitense (Midwest City, n. 1984)
- Matt Manning, giocatore di baseball statunitense (Elk Grove, n. 1998)
- Matt Olson, giocatore di baseball statunitense (Atlanta, n. 1994)
- Matt Reynolds, giocatore di baseball statunitense (Tulsa, n. 1990)
- Matt Wieters, giocatore di baseball statunitense (Charleston, n. 1986)
- Matthew den Dekker, ex giocatore di baseball statunitense (Fort Lauderdale, n. 1987)

## Giocatori di curling(1)
- Matt Hamilton, giocatore di curling statunitense (Madison, n. 1989)

## Giocatori di football americano(38)
- Matthew Adams, giocatore di football americano statunitense (Missouri City, n. 1995)
- Matt Araiza, giocatore di football americano statunitense (San Diego, n. 2000)
- Matt Barkley, giocatore di football americano statunitense (Newport Beach, n. 1990)
- Matthew Bergeron, giocatore di football americano canadese (Montreal, n. 2000)
- Matt Birk, ex giocatore di football americano statunitense (St. Paul, n. 1976)
- Matt Breida, giocatore di football americano statunitense (Brandon, n. 1996)
- Matthew Butler, giocatore di football americano statunitense (Fayetteville, n. 1999)
- Matt Cassel, ex giocatore di football americano statunitense (Northridge, n. 1982)
- Matt Cavanaugh, ex giocatore di football americano e allenatore di football americano statunitense (Youngstown, n. 1956)
- Matthew Dayes, giocatore di football americano statunitense (Fort Lauderdale, n. 1994)
- Matt Flynn, ex giocatore di football americano statunitense (Tyler, n. 1985)
- Matt Forté, ex giocatore di football americano statunitense (Lake Charles, n. 1985)
- Matt Giordano, giocatore di football americano statunitense (Fresno, n. 1982)
- Matthew Golden, giocatore di football americano statunitense (Houston, n. 2003)
- Matt Goncalves, giocatore di football americano statunitense (Manorville, n. 2001)
- Matthew Gotel, giocatore di football americano statunitense (Tacoma, n. 1999)
- Matt Hasselbeck, ex giocatore di football americano statunitense (Boulder, n. 1975)
- Matt Hernandez, ex giocatore di football americano statunitense (Detroit, n. 1961)
- Landry Jones, ex giocatore di football americano statunitense (Artesia, n. 1989)
- Matt Judon, giocatore di football americano statunitense (Baton Rouge, n. 1992)
- Matt Lee, giocatore di football americano statunitense (Oviedo, n. 2001)
- Matt Leinart, ex giocatore di football americano statunitense (Santa Ana, n. 1983)
- Matt Lepsis, ex giocatore di football americano statunitense (Conroe, n. 1974)
- Matt Light, ex giocatore di football americano statunitense (Greenville, n. 1978)
- Matt McCants, ex giocatore di football americano statunitense (Mobile, n. 1989)
- Matt Milano, giocatore di football americano statunitense (Orlando, n. 1994)
- Matt Millen, ex giocatore di football americano e dirigente sportivo statunitense (Hokendauqua, n. 1958)
- Matt Moore, giocatore di football americano statunitense (Van Nuys, n. 1984)
- Matthew Orzech, giocatore di football americano statunitense (San Diego, n. 1995)
- Matt Peart, giocatore di football americano giamaicano (Kingston, n. 1997)
- Matthew Retzlaff, giocatore di football americano statunitense (Medford, n. 1994)
- Matt Ryan, ex giocatore di football americano statunitense (Exton, n. 1985)
- Matt Schaub, ex giocatore di football americano statunitense (Pittsburgh, n. 1981)
- Matthew Slater, ex giocatore di football americano statunitense (Baldwin Park, n. 1985)
- Matt Stevens, giocatore di football americano statunitense (Sulphur, n. 1964)
- Matt Stinchcomb, ex giocatore di football americano statunitense (Atlanta, n. 1977)
- Matt Suhey, ex giocatore di football americano statunitense (Bellefonte, n. 1958)
- Matt Walter, ex giocatore di football americano canadese (Calgary, n. 1989)

## Giocatori di poker(1)
- Matt Matros, giocatore di poker statunitense (Westhampton, n. 1977)

## Giocatori di snooker(2)
- Matthew Selt, giocatore di snooker inglese (Romford, n. 1985)
- Matthew Stevens, giocatore di snooker gallese (Carmarthen, n. 1977)

## Giornalisti(2)
- Matthew Doig, giornalista statunitense
- Matthew Scully, giornalista e scrittore statunitense (Casper, n. 1959)

## Giuristi(1)
- Matthew Hale, giurista, giudice e avvocato inglese (Alderley, n. 1609 - Alderley, † 1676)

## Golfisti(1)
- Matt Kuchar, golfista statunitense (Winter Park, n. 1978)

## Hockeisti su ghiaccio(18)
- Matty Beniers, hockeista su ghiaccio statunitense (Hingham, n. 2002)
- Matt Calvert, ex hockeista su ghiaccio canadese (LuogoNascitaLink = Brandon, n. 1989)
- Matt Carle, hockeista su ghiaccio statunitense (Anchorage, n. 1984)
- Matt Climie, ex hockeista su ghiaccio canadese (Leduc, n. 1983)
- Matt Cooke, ex hockeista su ghiaccio canadese (Belleville, n. 1978)
- Matt Cullen, hockeista su ghiaccio statunitense (Virginia, n. 1976)
- Matt D'Agostini, ex hockeista su ghiaccio canadese (Sault Ste. Marie, n. 1986)
- Matt De Marchi, ex hockeista su ghiaccio statunitense (Bemidji, n. 1981)
- Matt Donovan, ex hockeista su ghiaccio statunitense (LuogoNascitaLink = Edmond, n. 1990)
- Matt Duchene, hockeista su ghiaccio canadese (Haliburton, n. 1991)
- Matt Hendricks, hockeista su ghiaccio statunitense (Blaine, n. 1981)
- Matt Hunwick, hockeista su ghiaccio statunitense (Warren, n. 1985)
- Matthew Lombardi, ex hockeista su ghiaccio canadese (Montréal, n. 1982)
- Matt Moulson, hockeista su ghiaccio canadese (Mississauga, n. 1983)
- Matt Niskanen, hockeista su ghiaccio statunitense (Virginia, n. 1986)
- Matt Ryan, ex hockeista su ghiaccio canadese (Sharon, n. 1983)
- Matt Siddall, ex hockeista su ghiaccio e allenatore di hockey su ghiaccio canadese (North Vancouver, n. 1984)
- Matthew Tkachuk, hockeista su ghiaccio statunitense (Scottsdale, n. 1997)

## Hockeisti su prato(2)
- Matthew Butturini, hockeista su prato australiano (Murwillumbah, n. 1987)
- Matt Dawson, hockeista su prato australiano (Killarney Vale, n. 1994)

## Imprenditori(3)
- Matthew Boulton, imprenditore britannico (Birmingham, n. 1728 - Birmingham, † 1809)
- Matthew Freud, imprenditore e produttore cinematografico inglese (n. 1963)
- Matt Mullenweg, imprenditore statunitense (Houston, n. 1984)

## Ingegneri(1)
- Matthew Albert Hunter, ingegnere neozelandese (Auckland, n. 1878 - Troy, † 1961)

## Insegnanti(1)
- Matthew Lipman, insegnante, scrittore e filosofo statunitense (Vineland, n. 1923 - West Orange, † 2010)

## Letterati(1)
- Matthew Prior, letterato britannico (Wimborne Minster, n. 1664 - Wimpole, † 1721)

## Mafiosi(2)
- Matthew Guglielmetti, mafioso statunitense (n. 1949)
- Matthew Iannello, mafioso statunitense (New York, n. 1920 - Old Westbury, † 2012)

## Maratoneti(1)
- Mathew Kisorio, maratoneta e mezzofondista keniota (n. 1989)

## Marciatori(1)
- Matthew Forgues, marciatore statunitense (Boothbay, n. 1992)

## Martellisti(1)
- Matt McGrath, martellista e tiratore di fune statunitense (Nenagh, n. 1875 - New York, † 1941)

## Matematici(1)
- Matt Parker, matematico, youtuber e insegnante australiano (Perth, n. 1980)

## Medici(3)
- Matthew Baillie, medico e patologo britannico (n. 1761 - Duntisbourne Abbots, † 1823)
- Matthew Lukwiya, medico ugandese (Distretto di Kitgum, n. 1957 - † 2000)
- Matthew Turner, medico inglese († 1788)

## Mercanti(1)
- Matthew Vassar, mercante e filantropo statunitense (Dereham, n. 1792 - Springside, † 1868)

## Meteorologi(1)
- Matthew Fontaine Maury, meteorologo e oceanografo statunitense (Fredericksburg, n. 1806 - Lexington, † 1873)

## Mezzofondisti(2)
- Matthew Centrowitz, mezzofondista statunitense (Beltsville, n. 1989)
- Matthew Yates, ex mezzofondista britannico (n. 1969)

## Militari(1)
- Matthew Whitworth-Aylmer, V barone Aylmer, militare inglese (n. 1775 - Belgravia, † 1850)

## Montatori(2)
- Matt Chessé, montatore statunitense (San Francisco, n. 1965)
- Matthew Wood, montatore statunitense (Walnut Creek, n. 1972)

## Musicisti(6)
- Safety Scissors, musicista statunitense (Minneapolis)
- Matthew Fisher, musicista, cantante e compositore britannico (Croydon, n. 1946)
- Matthew Halsall, musicista britannico (Manchester, n. 1983)
- Matthew Herbert, musicista, disc jockey e produttore discografico britannico (n. 1972)
- Matthew Koma, musicista, cantautore e produttore discografico statunitense (New York, n. 1987)
- Matt Thiessen, musicista e cantante canadese (St. Catharines, n. 1980)

## Nobili(3)
- Matthew Ridley, IV visconte Ridley, nobile inglese (Northumberland, n. 1925 - Northumberland, † 2012)
- Matthew Ridley, II visconte Ridley, nobile e politico inglese (Londra, n. 1874 - Newcastle upon Tyne, † 1916)
- Matthew Stuart, nobile scozzese (Dumbarton, n. 1516 - Stirling, † 1571)

## Nuotatori(16)
- Matthew Abood, ex nuotatore australiano (Sydney, n. 1986)
- Matt Biondi, ex nuotatore statunitense (Palo Alto, n. 1965)
- Matthew Cetlinski, ex nuotatore statunitense (Lake Worth, n. 1964)
- Matthew Dunn, ex nuotatore australiano (Leeton, n. 1973)
- Matt Fallon, nuotatore statunitense (Warren, n. 2002)
- Matt Grevers, ex nuotatore statunitense (Lake Forest, n. 1985)
- Matthew Gribble, nuotatore statunitense (Houston, n. 1962 - Miami, † 2004)
- Matthew King, nuotatore statunitense (Seattle, n. 2002)
- Matthew McLean, nuotatore statunitense (Cleveland, n. 1988)
- Matthew Richards, nuotatore britannico (n. 2002)
- Matthew Sates, nuotatore sudafricano (Pietermaritzburg, n. 2003)
- Matthew Targett, ex nuotatore australiano (Chertsey, n. 1985)
- Matthew Temple, nuotatore australiano (n. 1999)
- Matt Vogel, ex nuotatore statunitense (Fort Wayne, n. 1957)
- Matt Welsh, ex nuotatore australiano (Melbourne, n. 1976)
- Matthew Wilson, nuotatore australiano (n. 1998)

## Pallavolisti(9)
- Matthew Anderson, pallavolista statunitense (Buffalo, n. 1987)
- Matthew August, pallavolista e allenatore di pallavolo statunitense (n. 1997)
- Matthew Cheape, ex pallavolista statunitense (Honolulu, n. 1990)
- Matthew Knigge, pallavolista statunitense (n. 1996)
- Matthew Leske, pallavolista statunitense (Lake Forest, n. 1991)
- Matthew Pollock, pallavolista statunitense (Boston, n. 1990)
- Matthew Seifert, pallavolista statunitense (Reading, n. 1992)
- Matthew West, pallavolista statunitense (Seattle, n. 1993)
- Matthew Yoshimoto, pallavolista statunitense (Ventura, n. 1997)

## Performance artist(1)
- Matthew Barney, performance artist, regista e scultore statunitense (San Francisco, n. 1967)

## Piloti automobilistici(2)
- Matthew Brabham, pilota automobilistico australiano (Boca Raton, n. 1994)
- Matt Kenseth, pilota automobilistico statunitense (Cambridge, n. 1972)

## Piloti motociclistici(1)
- Matthew Winstanley, pilota motociclistico inglese (Wigan, n. 1983)

## Pistard(5)
- Matthew Crampton, ex pistard britannico (Manchester, n. 1986)
- Matthew Gilmore, ex pistard belga (Gand, n. 1972)
- Matthew Glaetzer, pistard australiano (Adelaide, n. 1992)
- Matthew Richardson, pistard australiano (Maidstone, n. 1999)
- Matthew Walls, pistard e ciclista su strada britannico (Oldham, n. 1998)

## Poeti(1)
- Matthew Arnold, poeta, critico letterario e educatore britannico (Laleham, n. 1822 - Liverpool, † 1888)

## Politici(16)
- Matt Bevin, politico e imprenditore statunitense (Denver, n. 1967)
- Matt Blunt, politico statunitense (Contea di Greene, n. 1970)
- Matt Cartwright, politico e avvocato statunitense (Erie, n. 1961)
- Matt Gaetz, politico statunitense (Hollywood, n. 1982)
- Matt Hancock, politico britannico (Chester, n. 1978)
- Matthew Heimbach, politico statunitense (Poolesville, n. 1991)
- Matthew G. Martínez, politico statunitense (Walsenburg, n. 1929 - Fredericksburg, † 2011)
- Matt Mead, politico statunitense (Jackson, n. 1962)
- Matt Meyer, politico statunitense (Bay City, n. 1971)
- Matt Morgan, politico e ex wrestler statunitense (Fairfield, n. 1976)
- Matthew Pennycook, politico inglese (Londra, n. 1982)
- Matthew Ridley, I visconte Ridley, politico inglese (Londra, n. 1842 - Blagdon Hall, † 1904)
- Matt Rosendale, politico statunitense (Baltimora, n. 1960)
- Matt Salmon, politico statunitense (Salt Lake City, n. 1958)
- Matthew Talbot, politico statunitense (Contea di Bedford, n. 1767 - Washington, † 1827)
- Matthew Tawo Mbu, politico nigeriano (Okundi, n. 1929 - Londra, † 2012)

## Predicatori(1)
- Matthew Newcomen, predicatore inglese (Colchester, n. 1610 - † 1669)

## Produttori cinematografici(1)
- Matt Nix, produttore cinematografico, scrittore e regista statunitense (Los Angeles, n. 1971)

## Produttori discografici(1)
- Boi-1da, produttore discografico e beatmaker canadese (Kingston, n. 1986)

## Pugili(1)
- Matthew Saad Muhammad, pugile statunitense (Filadelfia, n. 1954 - Filadelfia, † 2014)

## Rapper(4)
- Matt Champion, rapper e cantante statunitense (The Woodlands, n. 1995)
- 360, rapper australiano (Melbourne, n. 1986)
- Yung Gravy, rapper, cantautore e produttore discografico statunitense (Rochester, n. 1996)
- Josh Martinez, rapper e produttore discografico canadese (n. 1977)

## Registi(9)
- Matt Bettinelli-Olpin, regista e attore statunitense (San Francisco, n. 1978)
- Matt Bish, regista ugandese
- Matt Drummond, regista e sceneggiatore australiano (Sydney, n. 1973)
- Matthew Heineman, regista, produttore cinematografico e direttore della fotografia statunitense (Washington, n. 1983)
- Matthew Peterman, regista statunitense
- Matthew Reilly, regista e scrittore australiano (Sydney, n. 1974)
- Matt Stone, regista, sceneggiatore e attore statunitense (Houston, n. 1971)
- Matthew Warchus, regista, direttore artistico e sceneggiatore britannico (Rochester, n. 1966)
- Matthew Vaughn, regista, sceneggiatore e produttore cinematografico britannico (Londra, n. 1971)

## Religiosi(1)
- Matthew Henry, religioso inglese (Broad Oak, Flintshire, n. 1662 - Nantwich, † 1714)

## Rugbisti a 13(2)
- Matthew Burke, rugbista a 13 e rugbista a 15 australiano (Gosford, n. 1964)
- Matt Cooper, rugbista a 13 australiano (Port Kempla, n. 1979)

## Rugbisti a 15(17)
- Matt Banahan, rugbista a 15 britannico (Saint Helier, n. 1986)
- Matt Burke, ex rugbista a 15 e allenatore di rugby a 15 australiano (Sydney, n. 1973)
- Matt Cockbain, ex rugbista a 15 e allenatore di rugby a 15 australiano (Innisfail, n. 1972)
- Matt Dawson, rugbista a 15, commentatore televisivo e dirigente d'azienda britannico (Birkenhead, n. 1972)
- Rob Evans, rugbista a 15 britannico (Haverfordwest, n. 1992)
- Matt Giteau, rugbista a 15 australiano (Sydney, n. 1982)
- Matt Mostyn, rugbista a 15 australiano (Sydney, n. 1974)
- Rhys Patchell, rugbista a 15 britannico (Penarth, n. 1993)
- Matt Perry, ex rugbista a 15 britannico (Bath, n. 1977)
- Matthew Phillips, ex rugbista a 15 neozelandese (Kaitaia, n. 1975)
- Matt Pini, ex rugbista a 15 e allenatore di rugby a 15 australiano (Canberra, n. 1969)
- Matthew Rees, ex rugbista a 15 britannico (Tonyrefail, n. 1980)
- Matt Scott, rugbista a 15 britannico (Dunfermline, n. 1990)
- Matt Stevens, rugbista a 15 sudafricano (Durban, n. 1982)
- Matt Todd, rugbista a 15 neozelandese (Christchurch, n. 1988)
- Matt To'omua, rugbista a 15 australiano (Melbourne, n. 1990)
- Matthew Watkins, rugbista a 15 britannico (Newport, n. 1978 - † 2020)

## Saltatori con gli sci(1)
- Matthew Soukup, saltatore con gli sci canadese (Calgary, n. 1997)

## Scacchisti(1)
- Matthew Turner, scacchista scozzese (n. 1975)

## Sceneggiatori(7)
- Matthew Michael Carnahan, sceneggiatore e regista statunitense (Port Huron)
- Matt Harrigan, sceneggiatore, produttore televisivo e doppiatore statunitense (New York, n. 1969)
- Matt Maiellaro, sceneggiatore, regista e produttore televisivo statunitense (Pensacola, n. 1966)
- Matt Owens, sceneggiatore e produttore cinematografico statunitense (Atlanta, n. 1989)
- Matthew Robbins, sceneggiatore, regista e produttore cinematografico statunitense (San Antonio, n. 1945)
- Matthew Senreich, sceneggiatore, produttore televisivo e regista statunitense (Long Island, n. 1974)
- Matthew Weiner, sceneggiatore, regista e produttore televisivo statunitense (Baltimora, n. 1965)

## Sciatori alpini(1)
- Matt Grosjean, ex sciatore alpino statunitense (Chicago, n. 1970)

## Scrittori(12)
- M.T. Anderson, scrittore statunitense (Cambridge, n. 1968)
- Matthew Brown, scrittore e storico statunitense (Portland, n. 1964 - Utah, † 2011)
- Matthew George Easton, scrittore scozzese (n. 1823 - † 1894)
- Matt Fradd, scrittore australiano (n. 1983)
- Matt Hughes, scrittore canadese (Liverpool, n. 1949)
- Matthew Kneale, scrittore britannico (Londra, n. 1960)
- Matthew Gregory Lewis, romanziere e drammaturgo britannico (Londra, n. 1775 - Oceano Atlantico, † 1818)
- Matthew Pearl, scrittore e critico letterario statunitense (New York, n. 1975)
- Matthew Quick, scrittore statunitense (Camden, n. 1973)
- Matt Ruff, scrittore statunitense (Queens, n. 1965)
- M. P. Shiel, scrittore britannico (Plymouth, n. 1865 - Chichester, † 1947)
- Matthew Stover, scrittore statunitense (Danville, n. 1962)

## Siepisti(1)
- Matthew Birir, ex siepista e maratoneta keniota (Eldama Ravine, n. 1972)

## Skeletonisti(1)
- Matthew Antoine, skeletonista statunitense (Prairie du Chien, n. 1985)

## Slittinisti(1)
- Matthew Mortensen, ex slittinista statunitense (Huntington Station, n. 1985)

## Stilisti(1)
- Matthew Williamson, stilista inglese (Chorlton, n. 1971)

## Tennisti(4)
- Matt Doyle, tennista statunitense (Redwood City, n. 1955 - Redwood City, † 2025)
- Matthew Ebden, tennista australiano (Durban, n. 1987)
- Matthew Farhang Mohtadi, tennista e cestista iraniano (Teheran, n. 1926 - Calgary, † 2020)
- Matthew Romios, tennista australiano (Melbourne, n. 1999)

## Tenori(1)
- Matthew Polenzani, tenore statunitense (Evanston, n. 1968)

## Teologi(1)
- Matthew Fox, teologo e saggista statunitense (n. 1940)

## Teorici della musica(1)
- Matthew Locke, teorico musicale e compositore inglese (Exeter, n. 1621 - Londra, † 1677)

## Tiratori a segno(1)
- Matthew Emmons, tiratore a segno statunitense (Mount Holly, n. 1981)

## Triatleti(1)
- Matthew Hauser, triatleta australiano (Maryborough, n. 1998)

## Tuffatori(4)
- Matthew Carter, tuffatore australiano (North Adelaide, n. 2000)
- Matthew Dixon, tuffatore britannico (Plymouth, n. 2000)
- Matthew Lee, tuffatore britannico (Leeds, n. 1998)
- Matthew Mitcham, tuffatore australiano (Brisbane, n. 1988)

## Velisti(1)
- Matthew Wearn, velista australiano (Perth, n. 1995)

## Velocisti(3)
- Matthew Boling, velocista statunitense (Houston, n. 2000)
- Matthew Hudson-Smith, velocista britannico (Wolverhampton, n. 1994)
- Mack Robinson, velocista statunitense (Cairo, n. 1912 - Pasadena, † 2000)

## Vescovi cattolici(1)
- Matthew Makil, vescovo cattolico indiano (Manjoor, n. 1851 - Kottayam, † 1914)

## Violinisti(1)
- Matthew Dubourg, violinista e compositore irlandese (n. 1707 - † 1767)

## Wrestler(20)
- Matt Bentley, wrestler statunitense (Clinton, n. 1979)
- Matt Bloom, wrestler statunitense (Peabody, n. 1972)
- Matt Osborne, wrestler statunitense (Charlotte, n. 1957 - Plano, † 2013)
- Tyler Breeze, wrestler canadese (Penticton, n. 1988)
- Matt Cappotelli, wrestler statunitense (Caledonia, n. 1979 - Louisville, † 2018)
- Spike Dudley, ex wrestler statunitense (Providence, n. 1970)
- Aiden English, ex wrestler statunitense (Chicago, n. 1987)
- Corey Graves, ex wrestler e personaggio televisivo statunitense (Pittsburgh, n. 1984)
- Matthew Hannan, wrestler statunitense (Middlefield, n. 1988)
- Matt Hardy, wrestler statunitense (Cameron, n. 1974)
- Matt Menard, wrestler canadese (Niagara Falls, n. 1983)
- Buddy Murphy, wrestler australiano (Melbourne, n. 1988)
- Luther Reigns, ex wrestler statunitense (New York, n. 1971)
- Matt Riddle, wrestler e ex artista marziale misto statunitense (Allentown, n. 1986)
- Rosey, wrestler statunitense (San Francisco, n. 1970 - Pensacola, † 2017)
- Zack Ryder, wrestler statunitense (Merrick, n. 1985)
- Matt Striker, ex wrestler statunitense (Queens, n. 1974)
- Matt Sydal, wrestler statunitense (Saint Louis, n. 1983)
- Matt Taven, wrestler statunitense (Derry, n. 1985)
- Grayson Waller, wrestler australiano (Sydney, n. 1990)

## Senza attività specificata(3)
- Matthew Hayward, ex sciatore freestyle canadese (Red Deer, n. 1989)
- Matthew Shepard, statunitense (Casper, n. 1976 - Fort Collins, † 1998)
- Matthew Webb, britannico (Dawley, n. 1848 - Niagara Falls, † 1883)